# Daniela Freitas
Daniela Freitas Gentil (Santo André, 14 de janeiro de 1979) é uma apresentadora, dançarina e modelo brasileira.

## Biografia
Daniela terminou o segundo grau e foi ser dançarina em Porto Seguro. Em agosto de 1998, ganhou notoriedade ao disputar a final do concurso A Nova Loira do Tchan!, transmitido pelo Domingão do Faustão. Após passar por nove eliminatórias, ela foi vice-campeã, atrás apenas de Sheila Mello, a escolhida para substituir Carla Perez no grupo baiano. Contratada pela empresa Bicho da Cara Preta, a mesma produtora do É o Tchan! e aproveitando o sucesso do pagode baiano nos anos 90, ingressou juntamente com a terceira colocada Leila Farias em outro grupo, o Companhia do Pagode, responsável por emplacar sucessos como Na Boquinha da Garrafa e Dança do Psiu, Psiu. O grupo teve diversas aparições em programas de televisão apresentados por Gugu, Faustão, Serginho Groissman e Ana Maria Braga. Em 2000, após um comentário do apresentador Silvio Santos, deixa o grupo e decide investir na carreira televisiva.
Em 2001, foi selecionada como assistente de palco do jornalista Milton Neves no programa SuperTécnico, da Rede Bandeirantes, três meses depois, trocaram de emissora e seguiram para Rede Record, atuando no Terceiro Tempo, onde respondia e-mails e auxiliava até nas entradas publicitárias, como da Bic Comfort, onde a bela era uma das "barbeiras" dos convidados do programa dominical. Trabalhou também no Debate Bola da mesma emissora.
Daniela fez cursos de Artes Cênicas e Rádio e TV. Em agosto de 2003, foi contratada pelo SBT para realizar reportagens especiais de esportes radicais para o Falando Francamente, comandado por Sônia Abrão. Em seguida, já estudante de jornalismo, ela passou a ser comentarista esportiva do Jornal do SBT. Em agosto de 2005, ela é demitida do SBT, vítima da renovação da emissora pela contratação de Ana Paula Padrão. No final do mesmo ano assina com a TV Corinthians, do Canal 21, um programa do Sport Club Corinthians Paulista, onde teve rápida passagem. Apresentou também um programa de beleza na All TV, canal na internet, e um quadro de futebol na rádio Transamérica, de São Paulo, no programa Treta Show - Música e Confusão. Dani foi responsável por uma coluna de futebol no site Fuxico, comentando os jogos de futebol.
Em meados de 2006, Daniela é contratada pela RedeTV! como repórter do Programa Amaury Jr. Ela abandonou a área de esportes e aceitou o convite para realizar coberturas de festas. No final de 2007, termina a faculdade de jornalismo e a partir de julho de 2008, foi apresentadora do quadro Dani-se, onde fazia matérias sobre moda com uma abordagem divertida, que virou sua marca registrada, além de um portal na internet com o apoio das tops Isabeli Fontana e Fernanda Motta.
Foi capa das revistas Plástica e Forma, Pense Leve e Corpo a Corpo. Realizou ensaios sensuais para revistas masculinas, sendo capa da Playboy, juntamente com Leila Farias, em fevereiro de 1999, intitulado como As louras da Cia. do Pagode, além da Sexy, em novembro de 2001 e VIP, em abril de 2008, esteve presente ainda na lista das cem mulheres mais sexy do mundo, da mesma revista, nos anos de 2002, 2003, 2005, 2008 e 2009.
Em 2011, voltou a trabalhar com a editoria de esportes, no seu retorno a Rede Bandeirantes, na frente do programa dominical Band Clássicos, atração de meia hora de duração e que relembrou momentos marcantes de todos os esportes. O programa saiu do ar em 2012.
Em 2018, se forma em Direito.

### Vida pessoal
É filha de Luis Paulo de Freitas e Silvia Maria Lopes, tem duas irmãs, Denise e Débora. Sua avó materna chama-se Maria Aparecida Greijo Lopes.
Daniela tem 1,67 m, 55 kg, 93 cm de busto e 95 cm de quadril, na adolescência colecionava tudo sobre seu time de coração, o Corinthians. O fanatismo durou até os 16 anos, quando começou a namorar firme.. Fã de esporte em geral, já foi praticante de judô, ginástica olímpica e atletismo, fez também rafting, rapel, jet sky e canoagem. Em 2000, colocou prótese de silicone nos seios.
De 2000 a 2003, foi casada com o ator Alexandre Frota, relacionamento que sofreu grande exposição, quando o marido participou da Casa dos Artistas 1. Depois foram vinculados supostos romances com o ator Eri Johnson e os jogadores Vampeta e Denilson.  Entre 2004 e 2005, namorou Ike Cruz, na época, assessor das atrizes Juliana Paes e Carol Castro, além da modelo Ellen Jabour.
Desde 2005, vive com o empresário, publicitário e piloto Pedro Queirolo, com quem aprendeu a se organizar e investir em novos negócios, como restaurantes. Em 18 de dezembro de 2009, nasceu em São Paulo, na maternidade São Luiz, seu primeiro filho, o parto foi uma cesariana e a criança foi batizada com o mesmo nome do pai, Pedro. Em 1 de setembro de 2010, foi oficializada a relação de mais de cinco anos do casal, através de cerimônia realizada pelo pastor Luiz Longuini. Em março de 2013, nasceu o segundo filho do casal.

## Carreira

### Televisão
| Ano  | Título                    | Cargo                    |
| ---- | ------------------------- | ------------------------ |
| 1998 | Companhia do Pagode       | dançarina                |
| 2001 | Super Técnico             | assistente de palco      |
| 2001 | Terceiro Tempo            | assistente de palco      |
| 2002 | Debate Bola               | auxiliar de apresentador |
| 2003 | Fique Linda               | apresentadora            |
| 2003 | Falando Francamente       | repórter                 |
| 2004 | Jornal do SBT - 1ª Edição | comentarista esportiva   |
| 2006 | TV Corinthians            | apresentadora            |
| 2006 | Programa Amaury Jr.       | repórter                 |
| 2008 | Amaury Jr. Show           | repórter                 |
| 2011 | Band Clássicos            | apresentadora            |

### Internet
| Ano           | Título          | Cargo         | Plataforma |
| ------------- | --------------- | ------------- | ---------- |
| 2009-presente | Daniela Freitas | Apresentadora | YouTube    |